# Champaubert
 Champaubert  es una población y comuna francesa, en la región de Champaña-Ardenas, departamento de Marne, en el distrito de Épernay y cantón de Montmort-Lucy.

## Demografía
| 194 | 152 | 114 | 110 | 111 | 127 |
| Para los censos de 1962 a 1999 la población legal corresponde a la población sin duplicidades (Fuente: INSEE [Consultar]) |     |     |     |     |     |